# Révélation privée
 (octobre 2021).
 (octobre 2021).
La révélation privée est, pour l'Église catholique, une vision ou une révélation due à Jésus, à Marie ou à un saint, qui a eu lieu après la rédaction du Nouveau Testament. Ces révélations n'ont été reconnues que dans un nombre limité de cas par l’Église catholique et ne font pas partie du dépôt de la foi.
Au cours des siècles, l’Église a établi des règles de « discernement » pour vérifier si la révélation ou l'apparition sont de nature surnaturelle ou non. Ces enquêtes sont menées d'abord par l'évêque du lieu, puis éventuellement par les autorités du Vatican. Cette approbation des instances de l’Église est indispensable pour toute diffusion, publication et dévotions liées aux messages ou aux apparitions reçus.

## D'après la théologie de l’Église catholique

### Définitions
Selon l'Église catholique, la « révélation » est « l'action de Dieu lui-même qui se fait connaître progressivement aux hommes et se révèle en son Fils incarné pour les sauver ». Pour l’Église, il existe deux types de révélation : 
- la révélation divine, qui est dans la Parole de Dieu (la Bible et la Tradition sacrée)[C 1] et dans la Parole de Dieu incarné (Jésus-Christ)[C 2]
- la révélation personnelle, qui est un message céleste qui aide les gens à vivre par la révélation divine[C 3].

Les autres termes de « la révélation divine » comprennent la prophétie publique, la révélation publique, la révélation fondamentale et la révélation définitive,, tandis que d'autres termes pour la révélation personnelle incluent la prophétie privée, la révélation privée, la révélation dépendante et la révélation particulière,.
La révélation divine a été accomplie, complétée et perfectionnée en Jésus-Christ, plénitude et médiateur, auteur et interprète, but et centre de la révélation publique,,,,,. Par conséquent, la révélation publique est le dépôt de la foi et la règle de la foi (en) ((la) regula fidei), elles doivent être vécues par tous les catholiques. Saint Thomas d'Aquin a enseigné que toute la révélation publique s'est terminée par la mort de l'apôtre saint Jean. Les révélations privées ne peuvent pas dépasser, corriger, améliorer, remplir, compléter ou parfaire la révélation publique. C'est-à-dire qu'une révélation privée ne peut pas, selon l’Église catholique, modifier, corriger ou compléter le contenu de la révélation (publique) présente dans les évangiles : elle ne fait pas partie du dépôt de la foi.
La révélation divine, puisqu'elle est contenue dans la Parole de Dieu et en Christ, comprend aussi l’Église, le magistère, les sacrements et le dogme catholique,,. Parce que l’Église et le magistère font partie de la révélation divine, les évêques ont une autorité divine. Parce que les sacrements sont une partie de la révélation divine, leur nature ne peut être changée (par exemple, recevoir la sainte communion sans péché mortel), mais leurs modes de célébration peuvent être adaptés (par exemple, recevoir la sainte communion dans la main ou sur la langue). Parce que le dogme catholique fait partie de la révélation divine, les vérités salvatrices du Christ sont immuables,,.
Les révélations dans la Parole de Dieu - telles que l'apparition des trois anges à Abraham et l'ange qui a combattu Jacob; le buisson ardent ; La théophanie sur le mont Sinaï; La « colonne de nuées » et la « colonne de feu » ; Les visions et les prophéties des prophètes; L'expérience d'Élie dans la grotte, et son assomption ; La révélation de saint Pierre (« Tu es le Christ »); Les apparitions du Christ ressuscité aux apôtres, y compris l'apparition unique et exceptionnelle à saint Paul; Les différents miracles consignés dans les Actes des apôtres et dans les épîtres; Et tout le Livre de l'Apocalypse - ne sont pas des « révélations privées », mais sont des « révélations publiques »,. L'apparition de la Vierge du Pilier à saint Jacques, n'est pas une révélation privée ni une révélation publique ou un dogme catholique : c'est une tradition ecclésiale,,.
Parce que le Christ a promis que le Saint-Esprit conduirait l'Église dans toute vérité, le Seigneur conduit l'Église à une compréhension plus profonde du Seigneur. Les révélations privées sont l'un des modes d'action de Dieu,. Parce que le Christ a averti que de faux prophètes viendraient et que l'arbre devait être connu de son fruit, l'Église se montre toujours prudente et sceptique vis-à-vis d'« expériences spirituelles »,.

### Les types de révélation

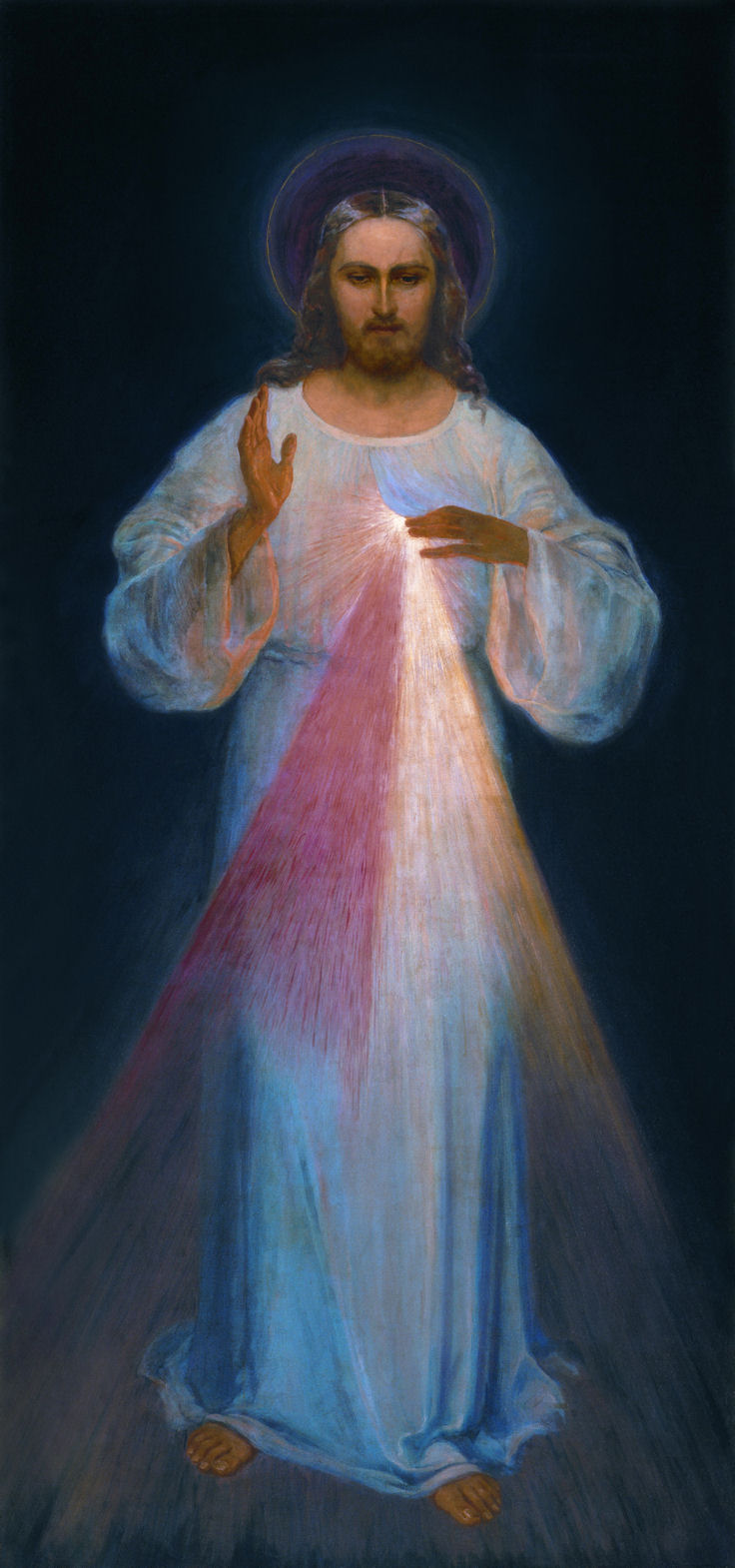
Le Christ de la Miséricorde divine, peinture d'après la vision de Faustine Kowalska.

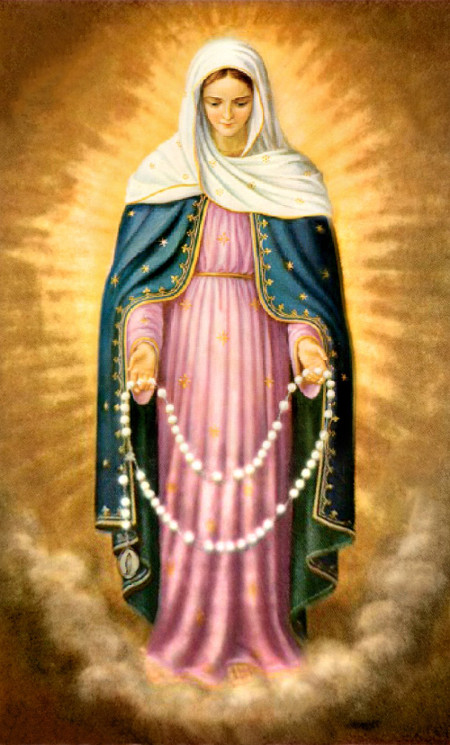
Notre-Dame des Larmes, peinture d'après la vision de sœur Amalia de Jésus Flagellé à Campinas, Brésil.

Différents types de révélations privées ont été rapportés dans l'Église catholique.
Les apparitions de la Vierge Marie sont généralement appelées apparitions mariales. Celles-ci incluent généralement une vision de la Vierge, accompagnée de brefs messages. C'est de loin la forme la plus largement rapportée. Des exemples bien connus « d'apparitions mariales approuvées » comprennent Notre-Dame de Guadalupe, Notre-Dame de Lourdes ou Notre-Dame de Fátima. Ces apparitions sont considérées comme des « révélations privées » de Dieu à travers  Marie.
Les visions mariales ne signifient pas que Marie apparaît « comme un esprit désincarné », puisqu'elle a été élevée dans le ciel. Cependant, certains estiment que Marie pourrait apparaître « sous forme corporelle par bilocation ». .
Un certain nombre d'apparitions de Jésus-Christ après son ascension ont été rapportées. Certaines d'entre elles ont reçu l'approbation du Saint-Siège. Par exemple, la biographie du Vatican de sainte Faustina Kowalska cite certaines de ses conversations avec Jésus.
Les « apparitions de Jésus » ne sont pas la même chose que la présence réelle du Christ dans l'Eucharistie, même si elle inclut l'adoration eucharistique, parce que les sacrements font partie de la révélation publique. Les apparitions ne sont pas équivalentes à celle attendue lors de la parousie du Christ, parce que l'Église croit que Jésus « viendra dans la gloire pour juger les vivants et les morts » (et que cette venue là sera différente).
Il existe également des rapports de locutions intérieures dans lesquelles des voix intérieures sont rapportées, mais aucune vision de la divinité n'est revendiquée. Les biographies du Vatican de sainte Thérèse d'Ávila et de mère Teresa de Calcutta se réfèrent à leurs locutions intérieures, bien que mère Teresa ait souvent préféré rester discrète à leur sujet,.
Certaines révélations privées produisent de grandes quantités de texte, tandis que d'autres représentent quelques phrases signalées. Par exemple, le père Stefano Gobbi (en) a produit un livre de messages attribués à la Sainte Vierge Marie, tandis que sœur Marie du Divin Cœur Droste zu Vischering a simplement écrit deux lettres au pape Léon XIII avec un message attribué à Jésus-Christ, incitant le pape à consacrer le monde entier au Sacré-Cœur de Jésus.
L'Église catholique ne considère pas l'occultisme - le spiritisme, l'écriture automatique, l'astrologie, les pouvoirs psychiques, la magie, la divination, la conjuration des morts, etc. - comme des types de révélations privées,.
L'Église catholique ne considère pas non plus les révélations privées comme ayant autorité sur le pape ou les évêques en communion avec lui, parce que l’Église, l'évêque et la « révélation publique » ont l'autorité divine pour les questions de foi,,, alors que les révélations privées ne sont pas (pour l’Église) une question de foi, ces révélations sont l'objet de la foi humaine. L’Église rappelle que les révélations privées ne possèdent ni l'autorité divine, ni ne doivent être mélangées avec la foi divine et catholique. L’Église catholique indique que le Magister interprète infailliblement la Parole de Dieu inhérente alors que les saints peuvent faire des erreurs sur les détails de révélations privées, car la nature humaine est encline au péché et à l'erreur. Par conséquent, les catholiques ne peuvent pas désobéir à l’Église en faveur de l'obéissance à une révélation privée.

### Les sources de révélations
Pour l’Église, les révélations privées proviennent de Dieu, et les « fausses révélations » proviennent de sources humaines ou démoniaques. Tout comme dans l'exorcisme, l'Église catholique fait attention à distinguer entre les événements surnaturels, la maladie mentale, l'abus de drogue, la tromperie et l'activité démoniaque. L’Église réunit une équipe de scientifiques, de théologiens et d'autres experts pour tester l'esprit du « visionnaire allégué » pour voir s'il est authentique, psychotique ou manipulateur, influencé par la drogue, trompeur ou trompé, ou possédé par des démons,.
Certains pensent (à tort) que l’Église accepte rapidement la maladie mentale ou l'abus de drogues, comme la schizophrénie ou les hallucinogènes, comme étant des révélations privées ou une activité démoniaque. L'Église est sceptique et n'accepte le contenu de la révélation privée qu'après un long discernement, car elle se veut « le pilier et le rempart de la vérité » et parce qu'elle a une longue histoire de traitement des visionnaires frauduleux.

#### Les révélations authentiques

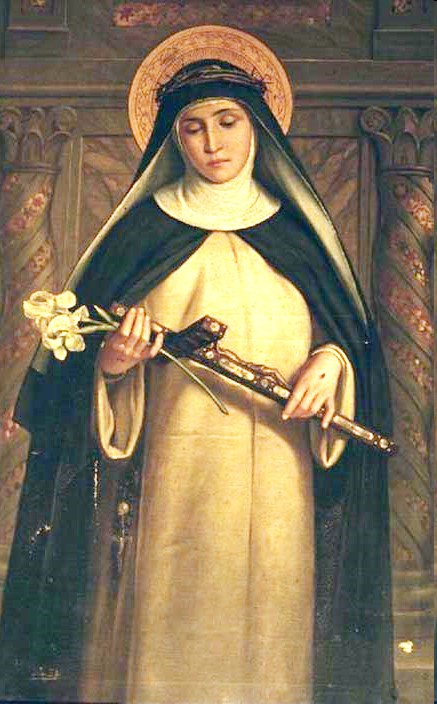
Sainte Catherine de Sienne, mystique reconnue par l’Église.

L’Église estime que les révélations de Dieu « peuvent être une grâce extraordinaire qui confirme la doctrine et le dogme catholiques ». Un exemple célèbre est Notre-Dame de Lourdes, qui a déclaré être « l'Immaculée Conception » quatre ans après la proclamation du dogme de l'Immaculée Conception. De plus, l'Église rappelle que :
- parce qu'elles sont extraordinaires, les révélations ne doivent pas être confondues avec la sainteté[C 26].
- parce qu'elles sont une grâce, personne ne peut légitimement désirer recevoir des révélations[C 2].
- parce qu'elles rappellent aux fidèles de ce qui est déjà contenu dans la révélation publique, les révélations privées peuvent parfois se produire de manière inattendue, comme les stigmates, qui rappellent les catholiques le mystère pascal ; des statues pleurantes qui rappellent le péché et la miséricorde ; ou l'anneau mystique de sainte Catherine de Sienne, qui rappelle le mariage mystique.

#### Les fausses révélations

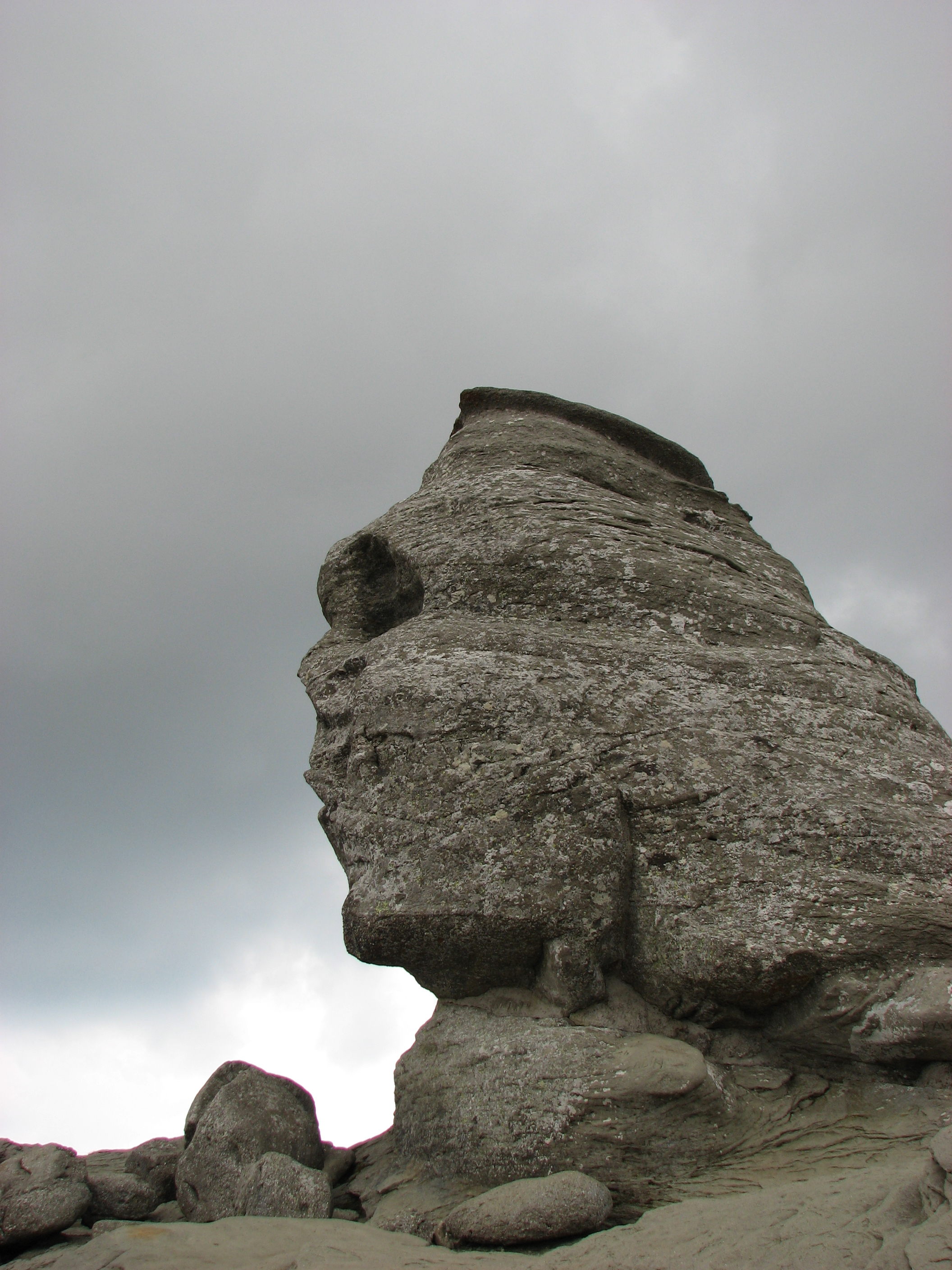
Exemple célèbre de paréidolie : rocher donnant une illusion d'optique.

Une source humaine commune de « fausses révélations » est la paréidolie, où les gens voient des visions ou entendent des voix là où il n'y en a pas. L’Église rappelle que « les révélations privées sont des miracles », et par conséquent que les apparitions et les visions ne peuvent pas être photographiées et les messages et les locutions ne peuvent être enregistrés. Malgré ces déclarations de l’Église, certains catholiques croient aux apparitions de Zeitoun.
Une autre source humaine de fausses révélations est une mauvaise restitution d'information, où des gens attribuent des paroles à des saints ou à d'autres personnes, comme la prophétie des « trois jours de l'obscurité » attribuée à saint Padre Pio, la prophétie des « fins des temps » attribuée à Notre-Dame du Laus et aux paroles de Medjugorje attribuées au pape Jean-Paul II.
Une source démoniaque commune de fausses révélations est une possession démoniaque.[Quoi ?] Satan peut apparaître comme un « ange de lumière » et réprimander les gens pour leurs péchés et imiter les miracles et les révélations de Dieu. Le cas le plus célèbre est Magdalena de la Cruz (en), par lequel Satan a prononcé de fausses prophéties et fait des miracles, y compris la lumière incréée (en), les stigmates, la lévitation, l'extase et le jeûne extraordinaire (elle aurait survécu uniquement de l'Eucharistie).

### Discernement de la révélation

#### Règle de base
L'Église catholique utilise la Normae Congregationis de 1987 pour discerner et juger les révélations privées. Tout d'abord, l'évêque catholique local juge la prétendue révélation selon ses fruits :
- Les « bons fruits »
  - La révélation présumée s'est produite réellement / se passe, ce qui ne laisse aucune place à la post-diction[N 7] et aux canulars
  - Le visionnaire présumé est mentalement sain, honnête, humble et vit une vie normale
  - Conformité à la révélation publique et immunité contre l'erreur dans la foi ou la morale
  - Dévouement sain à la prétendue révélation (adhésion aux dogmes, soumission à l'évêque, obéissance à la foi, etc.)
  - Abondants fruits spirituels issus de cette dévotion saine (prière, conversion, charité, etc.)
- Les « mauvais fruits »
  - La prétendue révélation ne s'est pas produite (quelqu'un confondant un faux-soleil pour un miracle, etc.)
  - Des erreurs doctrinales attribuées à Dieu ou à un saint
  - Utilisation de la prétendue révélation pour la renommée, la fortune, le sexe ou d'autres gains
  - Présence d'occultisme ou d'autres péchés mortels (abus de drogue, etc.) dans le cadre de la prétendue révélation
  - Maladie mentale, tendances psychotiques ou activité démoniaque

Quelques exemples :
- Les révélations de sainte Faustine comprenaient tous les « bons fruits » et pas de « mauvais fruits », bien que le journal de Faustine ait été initialement interdit en raison d'une traduction défectueuse envoyée au Vatican[33].
- Les révélations de l'Église mariavite, qui, malgré la promotion de la piété populaire et l'appel à la fréquentation des sacrements, incluaient de très mauvais fruits, contenait des hérésies et condamnait « les sceptiques »[34].

#### Rôle de l'évêque

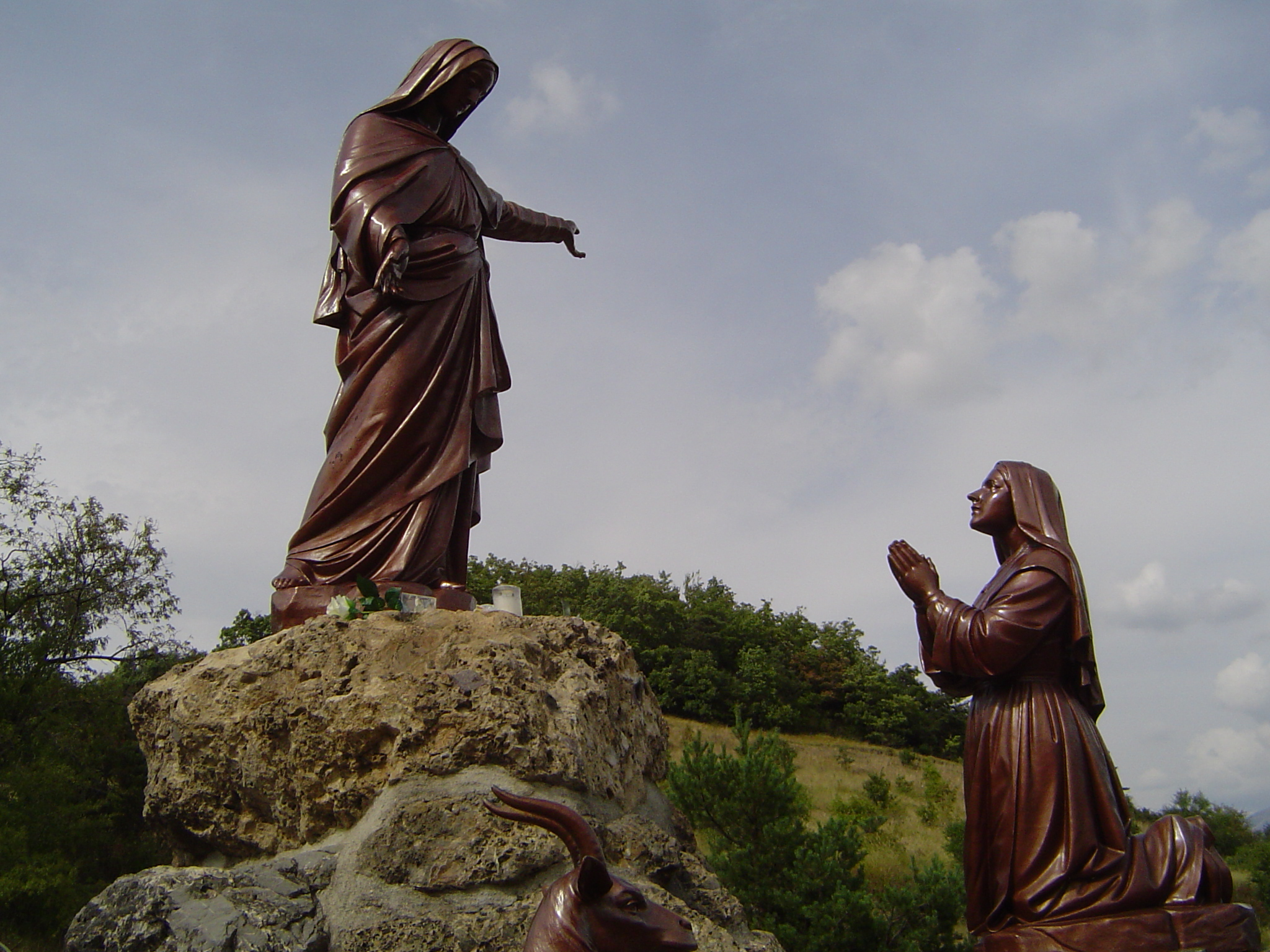
Les apparitions de Notre-Dame du Laus ont été reconnues par l'évêque du lieu.

Le jugement sur la révélation privée relève du magistère ordinaire de l'évêque, qui est de son autorité (cependant sa décision n'est pas infaillible). Un évêque, ou son successeur, peut annuler un jugement préalable, comme ce fut le cas pour les apparitions mariales d'Amsterdam.
L'évêque va juger si la prétendue « révélation privée » est  digne de croyance (constat de surnaturalité) ou non (constat de non surnaturalité).
Après cette première étape, et avec un jugement favorable, l'évêque « permet une dévotion locale sans juger si la révélation est digne de croyance ». Des miracles peuvent même être reconnus, sans pour autant approuver la révélation elle-même. Cette étape est communément appelée « approuvée pour l'expression de la foi ». Puis, lorsque l'évêque « voit une dévotion saine à la révélation, et des fruits spirituels abondants (liés à cette dévotion) », il juge la révélation digne de croyance, c'est-à-dire que : 
- la révélation privée ne contient rien de contraire à la foi ou à la morale catholique,
- les fidèles sont autorisés à croire avec prudence la révélation privée (sans obligation)
- il est alors autorisé de publier le contenu de la révélation privée.

En outre, l'évêque approuve les titres - tels que « Notre-Dame » - donnés à une apparition mariale (par exemple « Notre-Dame de Lourdes »).
Une révélation privée qui n'est pas digne de croyance peut être étudiée plus complètement ou, si de mauvais fruits sont trouvés, condamnés. Une révélation condamnée peut ne pas être suivie, crue ou publiée par les fidèles,.
Un évêque peut juger une prétendue révélation privée avant qu'elle ne soit terminée, comme ce fut le cas pour les prophéties de Montanus (qui ont été condamnées) ou les prophéties d'Elizabeth Barton (qui ont été approuvées).

#### Approbation par le Vatican

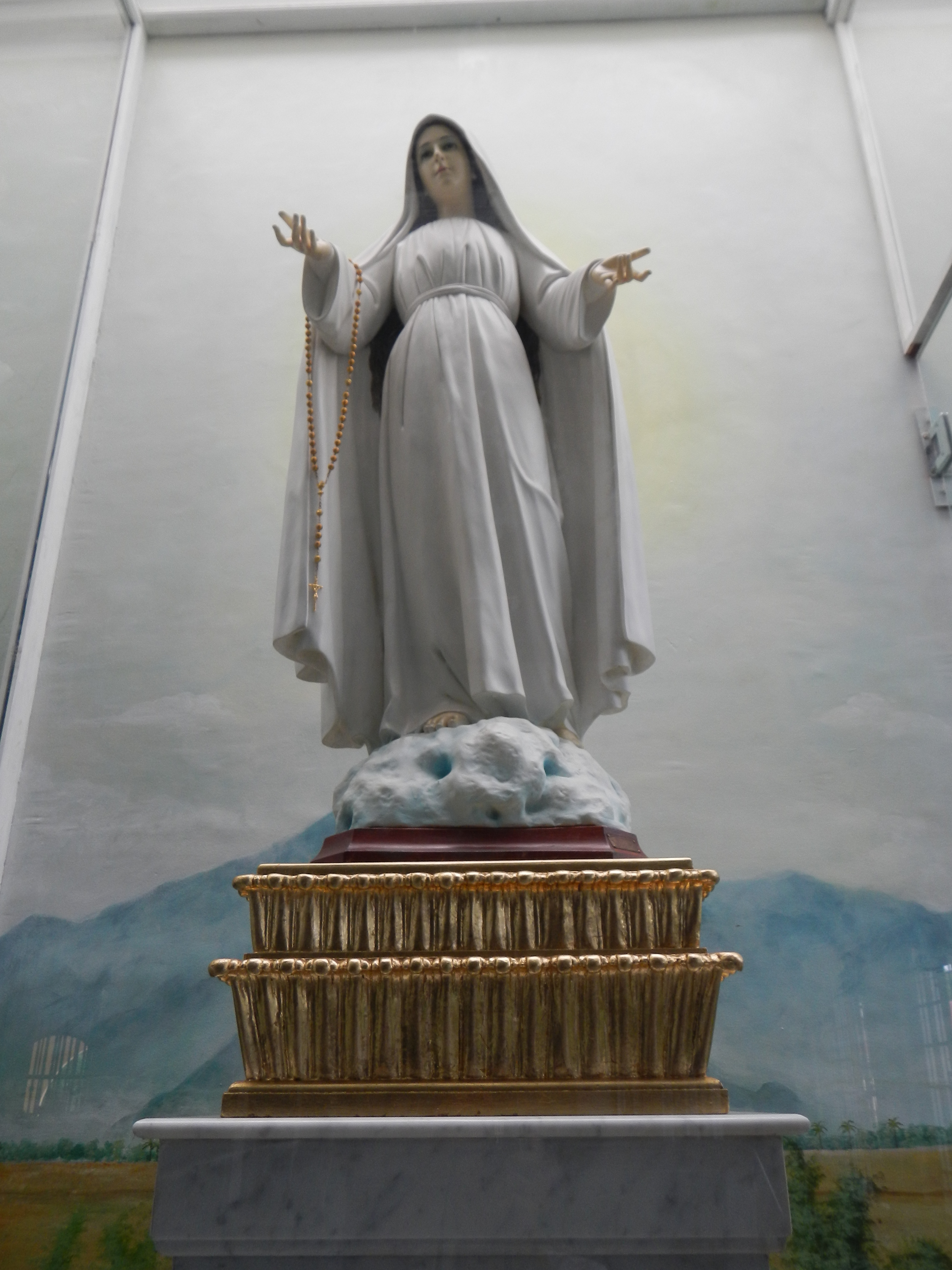
Les apparitions de Notre-Dame de Lipa ont été reconnues par l'évêque, mais condamnées par le Vatican.

Une révélation privée peut recevoir une approbation complète lorsqu'elle est approuvée par le Pape, comme cela s'est produit avec les révélations à sainte Marguerite-Marie Alacoque.
La visite par un pape d'un site de « prétendues apparitions », l'approbation de privilèges spéciaux aux sanctuaires, l'offrande de cadeaux aux visionnaires présumés, des paroles « positives » (du pape) au sujet de révélations présumées ou de leurs visionnaires ne constituent pas un témoignage d'« approbation de la révélation par le pape » (comme de fut le cas pour Notre-Dame de Lipa, que le pape François a visité en 2016, quelques mois avant que l'apparition soit rejetée par le Vatican).
Tous les rapports sur des révélations privées ne sont pas approuvés, même s'ils ont de bons fruits,. Par exemple, les rapports de Notre-Dame de Surbiton affirmant que la Vierge Marie apparaissaient tous les jours sous un pin en Angleterre ont été définitivement rejetées par le Vatican comme étant une fraude. De même, les révélations privées diffusées et publiées par Vassula Ryden ont été condamnées en 1995 par la Congrégation pour la doctrine de la foi,.
L’Église se montre très prudente sur le contenu de la révélation. Même quand elle les « approuve », après une enquête approfondie, l'Église « ne se porte pas garante de la vérité du fait », il s'agit plutôt d'une « permission accordée, après un examen attentif, de faire connaitre cette révélation pour l'instruction et le bien des fidèles ».

### Publication de révélation
La Congrégation pour la doctrine de la foi précise que la publication de textes de « présumées révélations personnelles » est soumise à une autorisation de l’Église : bien que le pape Paul VI, en 1966, ait décidé l'abolition de l'Index librorum prohibitorum, les chrétiens sont tenus à « l'obligation morale de ne pas répandre ou lire les écrits qui mettent en danger la foi et la morale ».
C'est pourquoi il n'est pas licite de « propager sans autorisation » des écrits et des messages provenant de révélations présumées :
- La congrégation rappelle donc que, pour la diffusion de textes de « révélations privées présumées », la norme en vigueur est celle du Code de droit canonique 823, § 1, qui donne aux pasteurs le droit « d'exiger aussi que les écrits touchant à la foi ou aux mœurs, que les fidèles se proposent de publier, soient soumis à leur jugement, et même de réprouver les écrits qui nuisent à la foi droite ou aux bonnes mœurs. »[51].
- Les révélations et les écrits surnaturels présumés qui les concernent sont d'abord soumis au jugement de l'évêque diocésain, puis à celui de la conférence épiscopale, et en dernier lieu, de la Congrégation pour la doctrine de la foi[52].

La canonisation d'un mystique ou l'imprimatur donnée à un « livre de révélations » ne signifie pas qu'une révélation privée est « authentique », parce que l’Église ne se prononce pas sur le contenu des « présumées révélations » lorsqu'elle se prononce sur la sainteté de l'individu, et que l'imprimatur ne garantit pas qu'un livre soit libre de « toute erreur doctrinale ou morale ».

### Dévotion liée à une révélation
Il est possible, avec la permission de l'évêque, de construire un sanctuaire en l'honneur d'une révélation privée (approuvée). Dans le cas des « apparitions », l’Église n'autorise la dévotion que si ladite apparition a été établie (c'est-à-dire reconnue comme étant « surnaturelle ») ou non établie (c'est-à-dire que l’Église maintient le doute),.
Cependant, l’Église indique que personne n'est obligé d'honorer une révélation privée, car ce n'est pas une révélation publique, de même que personne n'est obligé de pratiquer la piété populaire, car ce n'est pas la liturgie. Elle indique que seules les révélations publiques à travers la liturgie sont nécessaires, parce que c'est par la liturgie que s'exerce la rédemption, les dévotions peuvent s'y ajouter de manière optionnelle selon les sensibilités de chacun,. En dépit de cela, certains catholiques, comme les Croisés de Fatima, croient que le chapelet est nécessaire pour la paix mondiale parce que Notre-Dame de Fatima a déclaré: « Priez le chapelet tous les jours, afin d'obtenir la paix pour le monde et la fin de la Guerre »,.

## Intérêt et dangers des révélations privées

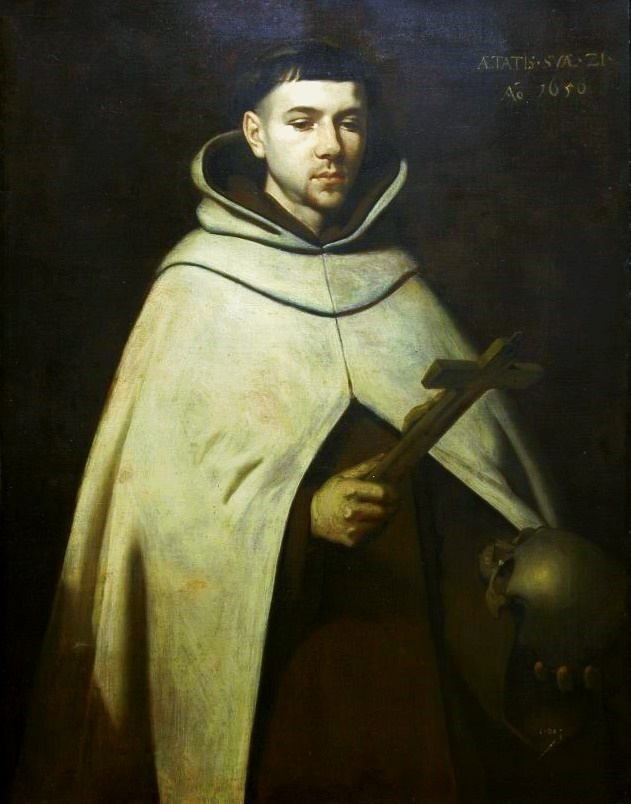
Saint Jean de la Croix a mis en garde les chrétiens contre les révélations privées.

Selon l’Église catholique, ces révélations sont une aide à la vie spirituelle, invitant à la conversion. « Elles apportent à l'Église l'assurance que Dieu l'accompagne, qu'Il est présent au milieu de son peuple. ». Si leur message « peut être rude », ces révélations (ou apparitions) « interviennent dans un moment particulier de l'histoire, [...] dans un contexte particulièrement difficile, où les gens sont déboussolés. Le prophète vient leur indiquer la bonne direction ».
Joachim Bouflet souligne que certaines « révélations privées » peuvent « donner lieu à des dérives sectaires », ou être le fait d'une exaltation, de maladies psychiques.
Thérèse d'Avila, dans son ouvrage Les Fondations, recommande au chrétien, en cas de « visions ou révélations », d'en parler à son supérieur (ou à son confesseur), et de s'en tenir à l'obéissance spirituelle, faisant ce que « le supérieur demande » plutôt que « ce que la révélation indique », car pour la sainte « il y a un grand danger à faire confiance à la révélation, plutôt qu'au confesseur, même si c'est un ange de Dieu qui nous parle » (et que le confesseur se trompe). Elle ajoute que si le confesseur se trompe, Dieu « l'éclairera  ou  y  pourvoira », et que l'âme, par l'obéissance et l'humilité, progressera en sainteté.
Saint Jean de la Croix, dans son ouvrage La Montée du Carmel va plus loin : il met en garde le chrétien contre la tentation de demander « des lumières spirituelles » à Dieu sur des « connaissances surnaturelles ». Le théologien indique que si « Dieu répond parfois à nos interrogations », cette façon de faire n'est pas bonne. Le docteur de l’Église précise que si « Dieu répond parfois à la demande du fidèle », c'est « à cause de la faiblesse de l'âme qui veut marcher par cette voie », mais également, que c'est « parfois le démon qui répond » (au lieu de Dieu). Jean de la Croix précise longuement que le démon peut se transformer en « ange de lumière » et donner des fausses visions et révélations à l'âme dans le but de la faire chuter. Il ajoute que « le démon a coutume d'annoncer beaucoup de choses futures, en apparence très véritables et très conformes à la raison, en vue de nous tromper ». En s'appuyant sur différents passages des écritures, le docteur invite le fidèle à s'écarter et rejeter toutes « prophéties et révélations d'avenir » qui pourraient être faites par voies surnaturelles, car elles présentent un danger « pour l'âme ».

## Controverses
Les « visionnaires frauduleux » contestent parfois les jugements négatifs de leur évêque, et inversement les sceptiques contestent parfois des révélations « déclarées authentiques », en accusant les évêques de ne pas avoir fait une enquête approfondie, par exemple en interrogeant (plus) les visionnaires,.
Certaines révélations privées ont fait l'objet de théories du complot. Ces théories comprennent l'occultation de révélations par l’Église, la collusion de responsables religieux et de gouvernements locaux pour cacher des apparitions, une influence sur les visionnaires et la corruption de l’Église. Certains prétendent parfois que des révélations privées « prouvent des théories de conspiration ».

## Sources
- (en) Cet article est partiellement ou en totalité issu de l’article de Wikipédia en anglais intitulé « Private revelation » (voir la liste des auteurs).